# Mercedes Cup 2016 - Qualificazioni singolare
Le qualificazioni del singolare della Mercedes Cup 2016 sono state un torneo di tennis preliminare per accedere alla fase finale della manifestazione. I vincitori dell'ultimo turno sono entrati di diritto nel tabellone principale. In caso di ritiro di uno o più giocatori aventi diritto a questi sono subentrati i lucky loser, ossia i giocatori che hanno perso nell'ultimo turno ma che avevano una classifica più alta rispetto agli altri partecipanti che avevano comunque perso nel turno finale.

## Teste di serie
1. Serhij Stachovs'kyj (qualificato)
2. Nikoloz Basilašvili (primo turno)
3. Yūichi Sugita (ultimo turno)
4. Radek Štěpánek (qualificato)

1. Mirza Bašić (primo turno)
2. Daniel Brands (primo turno)
3. James Ward (ultimo turno)
4. Axel Michon (primo turno)

## Qualificati
1. Serhij Stachovs'kyj
2. Florian Mayer

1. Fabrice Martin
2. Radek Štěpánek

## Tabellone

### Legenda
| - Q = Qualificato - WC = Wild card - LL = Lucky loser | - ALT = Alternate - SE = Special Exempt - PR = Protected Ranking | - w/o = Walkover - r = Ritirato - d = Squalificato |

### Sezione 1
|  | Primo turno | Primo turno         | Primo turno | Primo turno | Primo turno |  |  | Ultimo turno | Ultimo turno        | Ultimo turno        | Ultimo turno | Ultimo turno |  |
|  |             |                     |             |             |             |  |  |              |                     |                     |              |              |  |
|  | 1           | Serhij Stachovs'kyj | 6           | 3           | 6           |  |  |              |                     |                     |              |              |  |
|  |             | Jan Mertl           | 4           | 6           | 1           |  |  | 1            | Serhij Stachovs'kyj | Serhij Stachovs'kyj | 6            | 6            |  |
|  | WC          | Frank Moser         | 6           | 65          | 6           |  |  | WC           | Frank Moser         | Frank Moser         | 4            | 4            |  |
|  | 8           | Axel Michon         | 3           | 7           | 3           |  |  |              |                     |                     |              |              |  |

### Sezione 2
|  | Primo turno | Primo turno         | Primo turno   | Primo turno | Primo turno |  |  | Ultimo turno | Ultimo turno       | Ultimo turno       | Ultimo turno | Ultimo turno |  |
|  |             |                     |               |             |             |  |  |              |                    |                    |              |              |  |
|  | 2           | Nikoloz Basilašvili | 7             | 63          | 64          |  |  |              |                    |                    |              |              |  |
|  | WC          | Matthias Bachinger  | 5             | 7           | 7           |  |  | WC           | Matthias Bachinger | Matthias Bachinger | 65           | 3            |  |
|  |             | Florian Mayer       | Florian Mayer | 6           | 6           |  |  |              | Florian Mayer      | Florian Mayer      | 7            | 6            |  |
|  | 6           | Daniel Brands       | Daniel Brands | 2           | 4           |  |  |              |                    |                    |              |              |  |

### Sezione 3
|  | Primo turno | Primo turno       | Primo turno       | Primo turno | Primo turno |  |  | Ultimo turno | Ultimo turno   | Ultimo turno | Ultimo turno | Ultimo turno |  |
|  |             |                   |                   |             |             |  |  |              |                |              |              |              |  |
|  | 3           | Yūichi Sugita     | Yūichi Sugita     | 6           | 6           |  |  |              |                |              |              |              |  |
|  |             | Giovanni Lapentti | Giovanni Lapentti | 3           | 1           |  |  | 3            | Yūichi Sugita  | 6            | 64           | 65           |  |
|  | Alt         | Fabrice Martin    | Fabrice Martin    | 7           | 7           |  |  | Alt          | Fabrice Martin | 4            | 7            | 7            |  |
|  | 5           | Mirza Bašić       | Mirza Bašić       | 5           | 69          |  |  |              |                |              |              |              |  |

### Sezione 4
|  | Primo turno | Primo turno    | Primo turno    | Primo turno | Primo turno |  |  | Ultimo turno | Ultimo turno   | Ultimo turno   | Ultimo turno | Ultimo turno |  |
|  |             |                |                |             |             |  |  |              |                |                |              |              |  |
|  | 4           | Radek Štěpánek | Radek Štěpánek | 6           | 6           |  |  |              |                |                |              |              |  |
|  |             | Nikola Mektić  | Nikola Mektić  | 4           | 3           |  |  | 4            | Radek Štěpánek | Radek Štěpánek | 6            | 6            |  |
|  |             | Jan Hernych    | Jan Hernych    | 6           | 5           |  |  | 7            | James Ward     | James Ward     | 2            | 1            |  |
|  | 7           | James Ward     | James Ward     | 7           | 7           |  |  |              |                |                |              |              |  |